# Hatschekia mulli
Hatschekia mulli är en kräftdjursart som först beskrevs av van Beneden 1851.  Hatschekia mulli ingår i släktet Hatschekia och familjen Hatschekiidae. Inga underarter finns listade i Catalogue of Life.